# Saison 2017 de l'équipe cycliste Ukyo
La saison 2017 de l'équipe cycliste Ukyo est la sixième de cette équipe.

## Préparation de la saison 2017

### Arrivées et départs
| Arrivées             | Équipe 2016            |
| -------------------- | ---------------------- |
| Nathan Earle         | Drapac                 |
| Egoitz Fernández     | Fundación Euskadi-EDP  |
| Takaaki Higuchi      | WJICF Kyoto            |
| Yoshimitsu Hiratsuka | Aisan Racing           |
| Yukinori Hishinuma   | Amore & Vita-Selle SMP |
| Suguru Tokuda        | Eurasia-IRC Tire       |
| Tanzou Tokuda        | CC Nogent-sur-Oise     |

| Départs        | Équipe 2017  |
| -------------- | ------------ |
| Yuta Imai      |              |
| Tadaaki Nakai  |              |
| Kota Sumiyoshi | Aisan Racing |
| Shun Yamamoto  |              |

## Coureurs et encadrement technique

### Effectif
| Cycliste             | Date de naissance | Nationalité | Équipe 2016            |  |
| -------------------- | ----------------- | ----------- | ---------------------- |  |
| Jon Aberasturi       | 28 mars 1989      | Espagne     | Ukyo                   |  |
| Rodrigo Araque       | 2 mai 1991        | Espagne     | Ukyo                   |  |
| Nathan Earle         | 4 juin 1988       | Australie   | Drapac                 |  |
| Egoitz Fernández     | 21 octobre 1992   | Espagne     | Fundación Euskadi-EDP  |  |
| Salvador Guardiola   | 5 septembre 1988  | Espagne     | Ukyo                   |  |
| Yusuke Hatanaka      | 21 juin 1985      | Japon       | Ukyo                   |  |
| Takaaki Higuchi      | 29 septembre 1995 | Japon       | WJICF Kyoto            |  |
| Eiichi Hirai         | 18 novembre 1990  | Japon       | Ukyo                   |  |
| Yoshimitsu Hiratsuka | 13 novembre 1988  | Japon       | Aisan Racing           |  |
| Yukinori Hishinuma   | 5 mars 1992       | Japon       | Amore & Vita-Selle SMP |  |
| Michimasa Nakai      | 22 septembre 1994 | Japon       | Ukyo                   |  |
| Benjamín Prades      | 26 octobre 1983   | Espagne     | Ukyo                   |  |
| Óscar Pujol          | 16 octobre 1983   | Espagne     | Ukyo                   |  |
| Suguru Tokuda        | 31 mai 1994       | Japon       | Eurasia-IRC Tire       |  |
| Tanzou Tokuda        | 13 avril 1992     | Japon       | CC Nogent-sur-Oise     |  |

## Bilan de la saison

### Victoires
| Date       | Course                               | Pays         | Classe | Vainqueur          |
| ---------- | ------------------------------------ | ------------ | ------ | ------------------ |
| 30/03/2017 | Classement général du Tour de Taïwan | Taïwan       | 2.1    | Benjamín Prades    |
| 31/03/2017 | 1re étape du Tour de Tochigi         | Japon        | 2.2    | Salvador Guardiola |
| 2/04/2017  | 3e étape du Tour de Tochigi          | Japon        | 2.2    | Egoitz Fernández   |
| 3/04/2017  | 3e étape du Tour de Thaïlande        | Thaïlande    | 2.1    | Jon Aberasturi     |
| 13/04/2017 | 1re étape du Tour du Lombok          | Japon        | 2.2    | Nathan Earle       |
| 14/04/2017 | 2e étape du Tour du Lombok           | Japon        | 2.2    | Nathan Earle       |
| 16/04/2017 | Classement général du Tour du Lombok | Japon        | 2.2    | Nathan Earle       |
| 24/05/2017 | 4e étape du Tour du Japon            | Japon        | 2.2    | Jon Aberasturi     |
| 26/05/2017 | 6e étape du Tour du Japon            | Japon        | 2.2    | Óscar Pujol        |
| 28/05/2017 | Classement général du Tour du Japon  | Japon        | 2.2    | Óscar Pujol        |
| 14/06/2017 | 1re étape du Tour de Corée           | Corée du Sud | 2.2    | Jon Aberasturi     |